# Diamond Tour 2016
La 3e édition du Diamond Tour a eu lieu le 12 juin 2016. Elle fait partie de la Lotto Cycling Cup 2016 et du calendrier UCI en catégorie 1.1.

## Classements

### Classement final
| \| Classement général \| Classement général \| Classement général \| Classement général \| Classement général \| \| Coureuse \| Coureuse \| Pays \| Équipe \| Temps \| \| ------------------ \| ------------------ \| ------------------ \| -------------------------------- \| ------------------ \| \| 1re \| Jolien D'Hoore \| Belgique \| Wiggle High5 \| 3 h 07 min 48 s \| \| 2e \| Christine Majerus \| Luxembourg \| Boels Dolmans \| + 0 s \| \| 3e \| Monique van de Ree \| Pays-Bas \| Lares-Waowdeals Women \| + 0 s \| \| 4e \| Floortje Mackaij \| Pays-Bas \| Liv-Plantur \| + 0 s \| \| 5e \| Sara Mustonen \| Suède \| Liv-Plantur \| + 0 s \| \| 6e \| Lotte Kopecky \| Belgique \| Lotto Soudal Ladies \| + 0 s \| \| 7e \| Chanella Stougje \| Pays-Bas \| Parkhotel Valkenburg Continental \| + 0 s \| \| 8e \| Ellen van Dijk \| Pays-Bas \| Boels Dolmans \| + 0 s \| \| 9e \| Kelly Druyts \| Belgique \| Topsport Vlaanderen-Etixx \| + 0 s \| \| 10e \| Daniela Gaß \| Allemagne \| Wielerclub de sprinters Malderen \| + 0 s \| |                    |            |                                  |                 |
| |                    |            |                                  |                 |
| Source : Cycling Quotient |                    |            |                                  |                 |
| Classement général |                    |            |                                  |                 |
| Coureuse | Coureuse           | Pays       | Équipe                           | Temps           |
| 1re | Jolien D'Hoore     | Belgique   | Wiggle High5                     | 3 h 07 min 48 s |
| 2e | Christine Majerus  | Luxembourg | Boels Dolmans                    | + 0 s           |
| 3e | Monique van de Ree | Pays-Bas   | Lares-Waowdeals Women            | + 0 s           |
| 4e | Floortje Mackaij   | Pays-Bas   | Liv-Plantur                      | + 0 s           |
| 5e | Sara Mustonen      | Suède      | Liv-Plantur                      | + 0 s           |
| 6e | Lotte Kopecky      | Belgique   | Lotto Soudal Ladies              | + 0 s           |
| 7e | Chanella Stougje   | Pays-Bas   | Parkhotel Valkenburg Continental | + 0 s           |
| 8e | Ellen van Dijk     | Pays-Bas   | Boels Dolmans                    | + 0 s           |
| 9e | Kelly Druyts       | Belgique   | Topsport Vlaanderen-Etixx        | + 0 s           |
| 10e | Daniela Gaß        | Allemagne  | Wielerclub de sprinters Malderen | + 0 s           |

### Barème des points UCI
| Position           | 1er | 2e | 3e | 4e | 5e | 6e | 7e | 8e | 9e | 10e | 11e | 12e | 13e | 14e | 15e | 16e | 17e | 18e |
| Classement général | 80  | 60 | 45 | 35 | 30 | 25 | 21 | 18 | 15 | 12  | 10  | 8   | 6   | 5   | 4   | 3   | 2   | 1   |